# Ministère des Ressources animales et halieutiques
Le ministère des Ressources animales et halieutiques de Côte d'Ivoire (en abrégé MIRAH), est le ministère ivoirien chargé  de la mise en œuvre et du suivi de la politique du Gouvernement en matière de production des ressources halieutiques et animale. Son ministre est Sidi Tiémoko Touré.

## Historique et Mission

### Historique
Autrefois appelé ministère de la Production animale, il existe depuis 1963 en Côte d’Ivoire et la première personne à avoir occupé ce poste est Tidiane Dem (15 février 1963). En 1983 et 1990, il est fusionné à deux grands organismes respectivement  le ministère du Développement rural et ministère de l'Agriculture et des Ressources animales pour des raisons de développement stratégique et politique.
En 2003, l'ancien ministère se transforme en ministère des Ressources animales et halieutique à la suite de l'accord de Linas-Marcoussis qui à suivi la crise militaro-politique le 19 septembre 2002.
Le ministère reçoit ses attribution par le biais du décret n°2007-458 du 20 avril 2007’, portant attribution des membres du Gouvernement.

### Mission
Ce ministère est chargé du suivi de la politique du Gouvernement sur la production animale et des ressources halieutiques’. De ce fait il s'inscrit dans : la panification, la promotion et le développement des productions animales, de l'aquaculture et de la pêche; la réglementation et le contrôle de la qualité des aliments du bétail; il est aussi chargé de l'amélioration et du contrôle de la santé animale.

## Structures sous tutelles
Le ministère a sous sa tutelle deux grandes structures que sont :
- La SIVAC : créée en 1990 le 7 juin dans le cadre d’un partenariat entre le secteur public et le secteur privé.

- Le CARF : cette structure est axée sur l'industrie du thon qui apporte avant la crise en 2002 un chiffre d'affaires de 98 milliards de francs CFA à la Côte d'Ivoire[6].